# Jules Akodo
Jules Christian Dang Akodo (nacido el 5 de febrero de 1996 en Yaundé, Camerún) es un jugador de baloncesto de nacionalidad inglés. Con 1.88 de estatura, su puesto natural en la cancha es la de base. Pertenece a la plantilla de los London City Royals de la British Basketball League.

## Trayectoria
El base inglés de origen camerunés es internacional en las categorías inferiores de la Selección de Inglaterra. Jugó durante una temporada en Alemania en el filial del Frankfurt Skyliners, y otras dos en Eslovenia, concretamente, en el LTH Castings, donde alcanzó los 8,6 puntos, 3,3 asistencias y 8,2 de valoración.
En agosto  de 2016 ficha por el San Pablo Inmobiliaria Burgos.